# 2017年トルコのウィキペディア閲覧制限

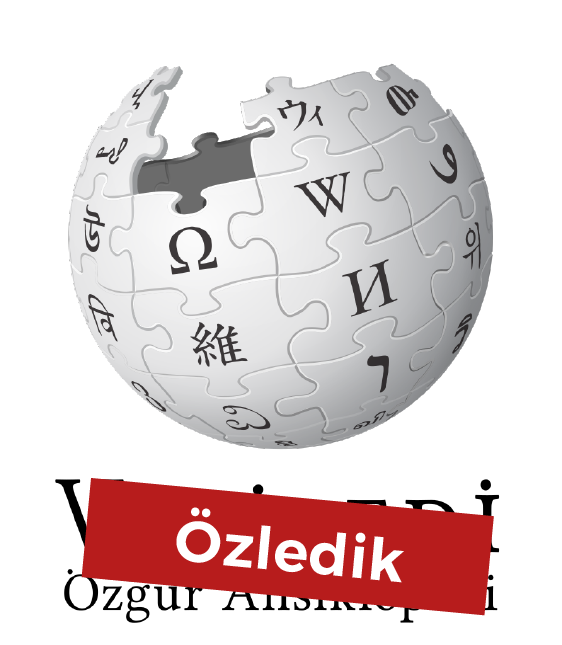
トルコ語版ウィキペディアロゴの下部の文字部分がözledikバーによって隠されている。トルコ語の「Vikipedi'yi özledik」は、日本語で「ウィキペディアが恋しい」という意味。#WeMissTurkeyキャンペーン中に使われた。

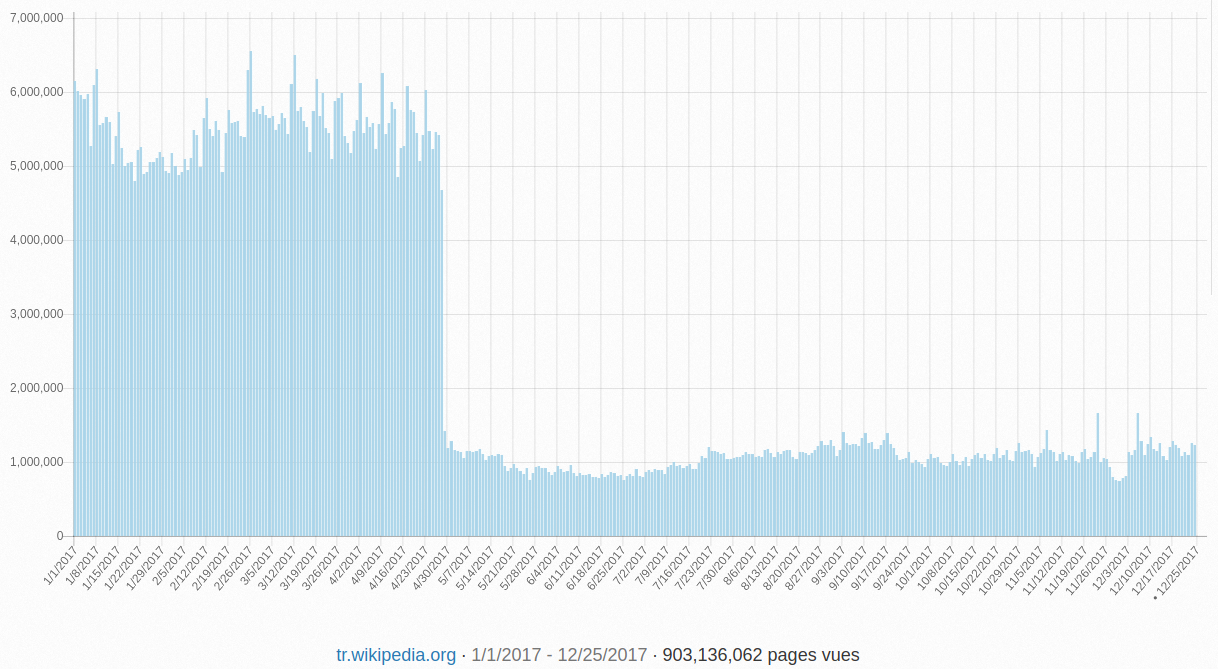
トルコ版ウィキペディアの閲覧制限前後のページビュー推移

2017年トルコのウィキペディア閲覧制限（2017ねんトルコのウィキペディアえつらんせいげん）とは、2017年4月29日から2020年1月15日の間、トルコ政府によってトルコ国内から全ての言語のWikipediaへの閲覧が制限された出来事である。
この制限はトルコの法律であるインターネット検閲法第5651条の8項A号「インターネット報道の調整およびこの分野で行われる犯罪対策について」に基づいて行われた。裁判所によるアクセス閉鎖の理由は、「シリア内戦を支援しているとしてトルコを批判する2つの英語のページが削除されなかったこと」で、この2つのページが削除されれば、ウィキペディアへのアクセス禁止も撤廃するとされた。
2019年12月26日にトルコ憲法裁判所がWikipediaへのアクセス禁止措置はトルコ憲法に照らして違憲であると判断し、2020年1月15日にアクセス禁止措置が解除された。

## 背景
多くの国がトルコをシリア国内のテロ勢力に資金援助していると非難していた。 2014年10月、ジョー・バイデン米国副大統領は、トルコ、サウジアラビア、アラブ首長国連邦は「アサド政権に抵抗する者たちへ数億ドルと数万トンの武器を投入した」と証言した。
このブロックは、2017年4月16日に開催されたトルコ憲法改正国民投票の2週間後に行われた。
4月25日、トルコはシリアとイラクにあるクルド人民防衛隊、クルド女性防衛部隊、クルディスタン労働者党施設へ空爆を連続して実施した。シリア民主軍は、もしアメリカがトルコの空爆を止めさせなければ、進行中のラッカ占領作戦から手を引くと脅した。これに応じ、アメリカはシリア民主軍勢力圏とトルコ国境間の巡視を始めた。
2016年から17年までトルコ国内の粛清が続けられ、クーデター阻止の為ギュレン派1,009人を拘束、さらに警官9000人を停職にした。4月29日、オンライン百科事典「ウィキペディア（Wikipedia）」へのアクセスを完全に遮断、テレビのデート番組を禁止し、公務員3,974人を解雇した。

## 経過

### 対象となったページ
イスタンブル・ビルギ大学教授Yaman Akdenizによる異議申し立て後、 アンカラ第二平和民事裁判所は、ブロックの原因は以下の記事であると述べた。
- en:State-sponsored_terrorism#Turkey （テロ支援国家、トルコの項目）
- en:Foreign involvement in the Syrian Civil War#Turkey（シリア内戦における外交的関与、トルコの項目）

### 経過
2017年5月3日、ウィキメディア財団はアンカラ第1刑事裁判所に異議を申し出たが、5月5日に棄却された。判決では、「違反しているページが削除されなかったため、全言語版へのブロックを継続する」と述べられた。
トルコの情報通信技術庁の責任者Omer Fatih Sayanは、「決定が履行されない限り、ウィキペディアへのアクセスはできない。」と説明した。同日、情報通信技術庁は、
- すべての努力を行ったが、トルコがテロ組織を支援している記述がウィキペディアから削除されていない。
- このコンテンツは正確な情報で編集されていない。
- WikipediaはHTTPSプロトコルで表示されるため、個々のURLをフィルタリングして関連するコンテンツのみをブロックすることは技術的に不可能である。
- したがって、ウィキペディアのコンテンツ全体をフィルタリングする必要があった。
- ウィキペディアの編集者は、これと同様のコンテンツに対しても必要なことをしなければならない。

との公式声明を発表した。

### 解除

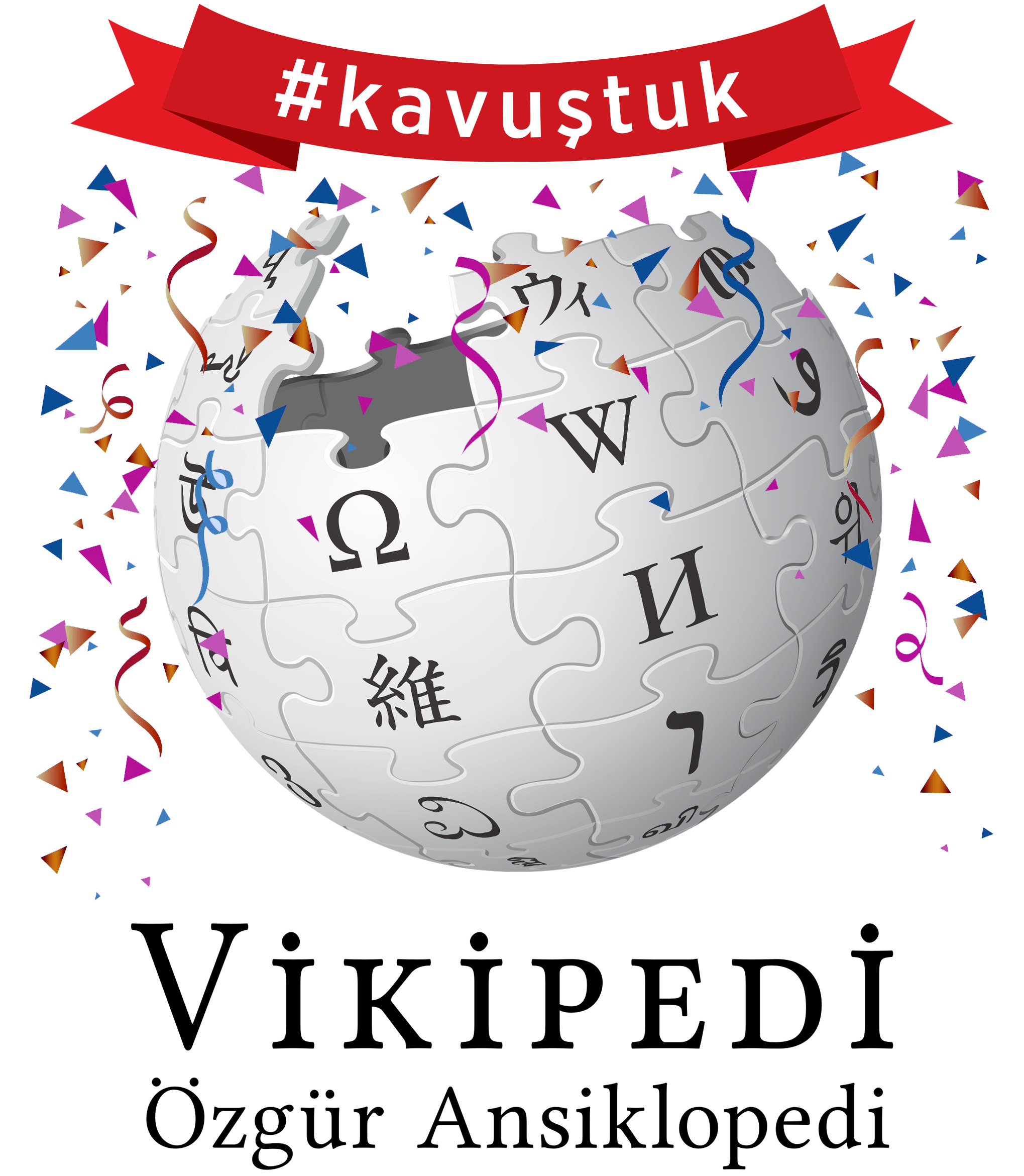
アクセス封鎖解除後のトルコ版ウィキペディアのロゴ。「kavuştuk (日本語:再開)」とある。

トルコ政府によるこの決定に対し、ウィキメディア財団は「Wikipediaへのアクセス遮断は権利の侵害である」と主張し、トルコ憲法裁判所に提訴した。
2019年12月26日、トルコ憲法裁判所は約二年半にわたるウィキペディアのアクセス制限は言論の自由を侵害しており、違憲であるとの判決を下した。ウィキペディア創始者ジミー・ウェールズは、「おかえりトルコ」とTwitterに投稿した。
そして2020年1月15日、トルコ内でのウィキペディアのアクセスが解禁された。閲覧制限の開始から991日後、そしてウィキペディア誕生から19年後のことであった。

## 影響

### ウィキペディア創設者ジミー・ウェールズの訪問キャンセル
5月2日、イスタンブール市は、5月15日から18日に開催されるスマートシティに関する世界都市博覧会のゲストリストから、ウィキペディアの創始者ジミー・ウェールズを削除し、その決定をジミー・ウェールズに伝えた。ウェールズは、ウィキペディアのブロック後も「私は訪問を楽しみにしています。イスタンブールは私の好きな都市の一つです。」とコメントし出席の意向を伝えていた。
2017年4月29日のブロックが行われた当初、ウェールズはTwitter上で「情報へのアクセスは基本的な人権である。トルコの人々よ、私は常にこの権利のために戦う人たちと共に立とう」とコメントしていた。

### 検閲の回避
技術的に閲覧制限が出来ないInterPlanetary File System（IPFS）上にトルコ語版ウィキペディアのコピーが作成された。